# 合理的設計 (生物工学)
合理的設計（ごうりてきせっけい、英: rational design、ラショナルデザイン）とは化学生物学や生体分子工学の分野において、物理モデルを用いて分子の構造がどのように作用するかを予測し、特定の機能を備えた新しい分子を作り出す戦略を総称する用語である。これには、最初から作る場合と、既知の構造上に数理モデルで作る場合があり、通常、定向進化と対比される。

## 応用
例えば、コラーゲンの安定性の解読、リガンドと受容体の相互作用のマッピング、タンパク質のフォールディングとダイナミクスの解明、フッ素化アミノ酸を用いた生体外構造の構築などに合理的設計が用いられている。癌（がん）の治療では、合理的設計により、細胞とその環境とのコミュニケーションを変更するようにタンパク質を設計する標的治療が行われる。また、ホルモン受容体複合体に結合し、その形成を阻害できるオーキシン類似体であるアルファ-アルキルオーキシン分子の合理的設計も行われている。
合理的設計の他の応用例は次のとおりである。
- タンパク質設計
- 核酸設計（英語版）
- 医薬品設計
- 経路設計

## 参照項目
1. ↑  Ojima, Iwao (2009). Fluorine in Medicinal Chemistry and Chemical Biology. West Sussex: John Wiley & Sons, Ltd., Publications. pp. 411. ISBN 9781405167208
2. ↑  Richards-Kortum, Rebecca (2010). Biomedical Engineering for Global Health. Cambridge: Cambridge University Press. pp. 178. ISBN 9780521877978
3. ↑  Kombrink, Erich; Kaiser, Markus (2016). When Chemistry Meets Biology – Generating Innovative Concepts, Methods and Tools for Scientific Discovery in the Plant Sciences. Lausanne: Frontiers Media SA. pp. 90. ISBN 9782889199280